# يوتا ناكانو
يوتا ناكانو (باليابانية: 中野 裕太) (30 أغسطس 1989 في آيتشي في اليابان – )؛ هو لاعب كرة قدم ياباني سابق كان يلعب كمهاجم.

## وصلات خارجية
- يوتا ناكانو على موقع رابطة كرة القدم اليابانية للمحترفين (اليابانية)
- يوتا ناكانو على موقع قاعدة بيانات كرة القدم.إي يو (الإنجليزية)
- يوتا ناكانو على موقع Soccerway.com (الإنجليزية)